# This Is England '90
This Is England '90 è una miniserie televisiva britannica del 2015 di genere drammatico, seguito del film This Is England (2006) e delle miniserie televisive This Is England '86 (2010) e This Is England '88 (2011).

## Episodi

### Primavera
L'episodio inizia mostrando la mensa scolastica dove tutta la famiglia di Lol, con la madre e la sorella Kelly e con l'aggiunta di Trev hanno trovato occupazione stabile; evidentemente il capitolo delle difficoltà di Lol che hanno caratterizzato la precedente stagione è (felicemente) concluso. Con gli avanzi della mensa tutta il gruppo di amici tira avanti. La lady di ferro lascia il governo. La famiglia allargata di Woody, Lol e Milk ha trovato un suo equilibrio e la loro vita è arricchita anche da un nuovo bimbo, stavolta inequivocabilmente figlio di Woody. I genitori di Woody hanno accolto in famiglia la ex fidanzata di quest'ultimo, con la quale si instaura un rapporto grottesco ma a suo modo sereno.